# آدم وايلد
آدم وايلد (بالإنجليزية: Adam Wilde)‏ (22 مايو 1979 بساوثهامبتون في المملكة المتحدة - ) هو لاعب كرة قدم بريطاني في مركز الوسط. شارك مع منتخب إنجلترا لكرة القدم C ‏. أما مع النوادي، فقد لعب مع إيستبورن بوروه وكامبريدج يونايتد ونادي فارنبوروه ونادي كيترينغ تاون ونادي ووستر سيتي ونادي سالزبري سيتي وساتون يونايتد ونادي كامبريدج ستي وسانت ألبانز سيتي وA.F.C. Totton ‏ وGosport Borough F.C. ‏ ونادي ويموث.

## وصلات خارجية
- آدم وايلد على موقع قاعدة بيانات كرة القدم.إي يو (الإنجليزية)
- آدم وايلد على موقع Soccerbase.com (لاعب) (الإنجليزية)
- آدم وايلد على موقع Soccerway.com (الإنجليزية)